# Mangelia brachystoma
Mangelia brachystoma är en snäckart som först beskrevs av Philippi 1844.  I den svenska databasen Dyntaxa används istället namnet Bela brachystoma. Enligt Catalogue of Life ingår Mangelia brachystoma i släktet Mangelia och familjen kägelsnäckor, men enligt Dyntaxa är tillhörigheten istället släktet Bela och familjen Turridae. Arten är reproducerande i Sverige. Inga underarter finns listade i Catalogue of Life.

## Bildgalleri

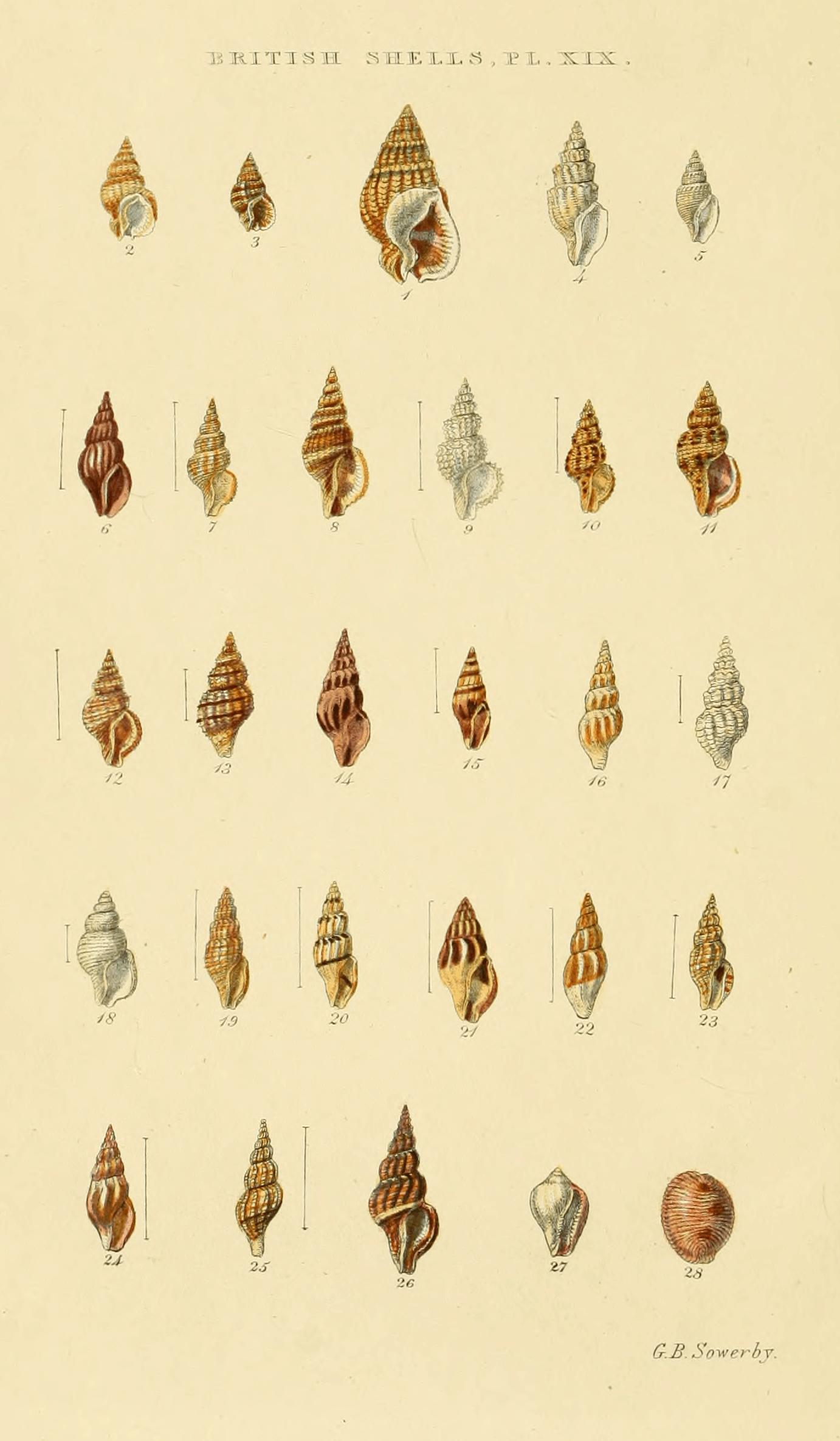